# Pippo Crotti
Pippo Crotti, all'anagrafe Filippo Crotti (Crema, 29 ottobre 1978), è un attore e comico italiano.

## Biografia
Nato a Crema nel 1978, comincia la sua carriera con Gabriele Cirilli. Dopo alcune esperienze televisive, all'età di vent'anni si trasferisce a Los Angeles per studiare recitazione. Nel 2009 viene selezionato per lo spettacolo Totem del Cirque du Soleil dove lavora per diversi anni in giro per il mondo. Nello stesso anno prende parte allo show televisivo italiano Zelig, insieme a Gabriele Cirilli. Nel 2013 partecipa a diverse trasmissioni americane come The Tonight Show e The Today Show.
Nel 2015, a New York, in uno spettacolo del Cirque du Soleil, conosce il produttore televisivo Pietro Valsecchi e sua moglie Camilla Nesbitt che dopo qualche mese gli propongono di entrare nel cast della serie tv Squadra Mobile, andata in onda su Canale 5 per due stagioni. Oltre alla fiction, lavora al cinema con Checco Zalone nel film campione d'incassi Quo vado? e diversi altri film. 
Dal 2017 inizia a collaborare con lo showman Fiorello, nei format Edicola Fiore, Viva Rai RaiPlay! e Viva Rai2! , condotti e ideati dallo stesso Fiorello. 
Tra il 2016 e il 2023 è anche protagonista di tre mini serie per Mediaset: My Name is Pippo, Sbirranza e Sei Come 6, di cui è anche produttore. 
Inoltre, dal 2018 è impegnato nello spettacolo internazionale ALIS by Le Cirque with the World's Top Performers.
Nella stagione 2024/2025 Pippo è anche stato Direttore Artistico e Casting Director della compagnia Le Cirque Top Performers. 

## Filmografia

### Cinema
- All Human Rights for All, regia di Matteo Cerami (2008)
- Quo vado?, regia di Gennaro Nunziante (2016)
- Unpromised Land, regia di Jacek Borcuch (2016)
- Dolce fine giornata, regia di Jacek Borcuch (2018)[5]
- Lo spietato, regia di Renato De Maria (2019)
- Jay Kelly, regia di Noah Baumbach (2024) con Adam Sandler e George Clooney

### Televisione
- Piloti - Episodio "Il mimo" (2007) - Rai 2
- Squadra mobile – serie TV, 16 episodi (2015-2017) - Canale 5
- My name is Pippo, regia di Paolo de Lucia (2016) - Italia 2
- Lontano da te, regia di Ivan Silvestrini (2018) - Canale 5
- Sbirranza, regia di Fabrizio Accettulli (2018) - Italia 2
- Aldo Moro - Il professore, regia di Francesco Miccichè (2018)[6] - Rai Uno
- Bang Bang Baby, regia di Andrea Di Stefano (2021) - Prime Video
- Sei Come 6, regia Fabrizio Accettulli (2023) - Mediaset

## Programmi TV
- Amici (1997) - Italia 1
- Cultura Moderna (2006) - Canale 5
- BravoGrazie (2007) - Rai Due
- Il cantiere del Comedy - Comedy Central (2007) - Paramount Tv
- Totem Stories - Docufilm Del Cirque Du Soleil (Bbc, Skyarte) (2012)
- Maid In Italy (puntata pilota), regia di Claudio Asquini (2015)
- Adamo ed Eva (puntata pilota), regia di Matteo Cerami (2015)
- Edicola Fiore di Fiorello (2016) - Sky
- Viva RaiPlay! di Fiorello (2019) - Rai Uno/ Rai Play
- Viva Rai2! di Fiorello (2022-2023) - Rai Due

## Teatro
- Cirque du Cirill con Gabriele Cirilli e Filippa Lagerback (2007)
- BravoGrazie” Live (2007)
- Cabafestival Tour (2007)
- Cirque du Cirill Tour con Gabriele Cirilli (2009)
- Zelig con Gabriele Cirilli (2009)
- Totem Cirque du Soleil (2009-2017)
- Alis by Le Cirque World's Top Performers (dal 2018 al 2025)

## Serie Web
- Edicola Volante per Edicola Fiore di Fiorello
- Edicola Viaggi per Edicola Fiore di Fiorello
- Spy Games - 10 episodi
- Six Secrets to Success